# Кація II Дадіані
Кація II Дадіані (груз. კაცია II დადიანი; д/н — 1788) — мтаварі Мегрелії у 1757—1788 роках.

## Життєпис
Походив з Другої династії Дадіані (Чіковані-Дадіані). Старший син мтаварі Отії й Гулкан Чхеїдзе. 1757 року очолив мегрельські війська, що рушили на допомогу імеретинському царю Соломону I під час вторгнення османського війська. Брав участь у битві біля Хресілі, де османи зазнали тяжкої поразки.
В цей час помер батько Кації, внаслідок чого він спадкував Мегрелію. У 1759 році долучився до оборонного союзу провідних церковних діячів та князів західної Грузії, присягнувши протистояти османським вимогам відновлення работоргівлі, забороненої Соломоном I. Втім таємно потурав работоргівлі, намагаючись з часом замінити доходи від неї продажем тютюну, який наказав висаджувати в областях Цаленджихе та Джагалі, тим самим порушуючи османську монополію.
1760 року разом з Ростомом Чхеїдзе, еріставі Рачи, надав війська Іраклію II, царю Кахетії, що вдерся до Гянджиського ханства. Але разом з тим опинився в складній ситуації, оскільки Манучар II, мтаварі визнав зверхність Османської імперії. У відповідь розлучився з дружиною з роду Шервашидзе, оженившись на сестрі картлі-кахетинського царя Іраклія II.
Зрештою 1765 року сам Кація II вимушен був підкоритися Османській імперії, 40 тисяч вояків якої зайняли гурію й погрожували плюндрування Мегрелії. Це спричинило конфлікт з царем Імеретії. Незважаючи на це Кація II доєднався 1766 року до османських військ, що повалили Соломона I, поставивши на трон його стриєчного брата Теймураза. Після поразки останнього 1768 року діяв спільно з Георгієм V Гуріелі і Ростомом Чхеїдзе, еріставі Рачи, але також зазнав поразки в битві біля Чхері. 1769 року еріставство Рача було приєднано до Імеретії.
Намагаючись зміцнити своє становище в Мегрелії Кація II вирішив створити самостійну Мегрельську православну церкву, на чолі якої поставив Бесаріона Чхеїдзе. також відмовився визнавати зверхність Соломонна I, оголосивши незалежність Мегрельського князівства. Натомість імеретинський цар позбавив Дадіані князівського статусу.
З початком 1769 року активних дій на Кавказі російського війська під час війни з Османською імперією мтаварі Мегрелії надавав активну допомогу останній у протистоянні росіянам на чолі із Готлобом Тотлебеном і імеретинцям з Соломоном I. У грудні 1769 року цар Імеретії завдав поразки Кації II та його союзнику абхазькому мтаварі Манучару II, а Арчіл, брат імеретинського царя до 1770 року плюндрував Мегрелію.
В результаті правитель Мегрелії почав перемовини про визнання протекторату Російської імперії в обмін на усунення загрози від Імеретії. Разом з тим не прийшов на допомогу царю Іраклію II, який самостійно переміг османські війська у битві біля Аспінджи. Після того, як 1771 року Олексій Сухотін (наступник Тотлебена) не захопив порт Поті, в чому він звинуватив Дадіані, Кація II розірвав відносини з росіянами. За цим разом з османам спробував захопити Імеретію, втім без успіху.
У 1772 році підтримав Левона, князя Самурзакано, і Зураба, мтаварі Абхазії, у відвоюванні в османських військ земель біля Сухумі. Проте османське вторгнення в Імеретію змусило Кацію II до нейтралітет, незважаючи на заклик давнього союзника князя Кейхосро Абашидзе підтримати османів. Втім у 1773 року Кація II уклав союз з османами з огляду на укладання союзу між Імеретією й Картлі.
1774 року готовий був приєднатися до війська Сулейман-паши, правителя Чилдира, але під тиском Іраклія II, царя Картлі-Кахетії, залишився в Мегрелії. В результаті імеретинський цар Соломон I здобув перемогу. Проте згідно 23 статті Кучук-Кайнаджійського миру між Османською і Російською імперією визнавав Мегрельське князівство залежною від першої, але гарантував недоторканність її кордонів.
У 1776 році зазнав поразки від Соломона I, визнавши його зверхність. Також вимушений був погодитися на скасуванні незалежності Мегрельської церкви. Послабленням Мегрелії скористалися османи, які наприкінці 1779 року зуміли посадити на трон Абхазії Келеш Ахмед-бея. Той У березні 1780 року вдерся до Мегрелії, але біля міста Рух мегрельський мтаварі за підтримки імеретинського війська завдав поразки Ахмед-бею. За цим допоміг Зурабу, колишньому мтаварі Абхазії, відновитися у владі. Втім того знову швидко було повалено.
У 1784 році не підтримав Соломона I у поході до Аджарії з наміром захопити Батумі. Навпаки таємно допомагав османам, що спричинило невдачу кампанії. Того ж року після смерті царя Імереті допоміг його стриєчному братові Давиду зайняти трон. За це отримав феоди Сачілао і Самікелао, а також 700 селянських дворів в Імеретії. Того ж року внаслідок інтриг завадив планам об'єднання грузинських царств під орудою Іраклія II.
У 1784—1785 роках відмовився приєднатися до османських військ, що намагалися посадити на трон Імеретії Кайхосро Абашидзе. Водночас звернувся до Російської імперії з проханням взяти Мегрелію під свій протекторат, але не отримав відповіді.
1787 року з початком нової російсько-османської війни зберігав нейтралітет. Помер Кація II в 1788 році. Його поховано було в Мартвільському монастирі. Владу спадкував син Григол.

## Родина
1. Дружина — Дареджан Шервашидзе
дітей не було
2. Дружина — Єлизавета, донька Теймураза II, царя Картлі
дітей не було
3. Дружина — Анна, донька князя Паата Цулукідзе
Діти:
- Бесаріон (1764—1828), архієпископ Чкондидський
- Григол (1770—1804), мтаварі Мегрелії
- Іване (1777—1823), архієпископ Чкондидський
- Отія (д/н—після 1788)
- Бежан (д/н—після 1788)
- Манучар (д/н—1840), мтаварі Мегрелії
- Таріел (д/н—1833), мтаварі Мегрелії
- Георгій (д/н—після 1805)
- Леван (д/н—після 1788)
- Єлизавета, дружина князя Ростома Церетелі
- Маріам (1783—1841), дружина Соломона II, царя Імеретії
- Тамар (1790—1818), дружина Сафар Алі-бея Шервашидзе, мтаварі Абхазії